# Marta Urbaniak
Marta Maria Urbaniak (ur. 15 stycznia 1987 w Warszawie) – polska koszykarka grająca na pozycji skrzydłowej.

## Życiorys

### Kariera seniorska
Jest wychowanką Olimpii Poznań. Od 2003, po rozpadzie seniorskiej drużyny, grała w 1 lidze w SMS Łomianki, a w rozgrywkach juniorskich nadal dla Olimpii. Szkołę Mistrzostwa Sportowego ukończyła w 2005 i podpisała kontrakt z ówczesnym Mistrzem Polski – drużyną Lotosu Gdynia. Przez dwa lata zawodniczka grała w pierwszym i drugim zespole z Gdyni. Później straciła miejsce w ekstraklasowym składzie, do którego wróciła dopiero po dwóch latach – w sezonie 2009/10. Głównie dzięki Niej Lotos Gdynia wygrał trzeci mecz finału (21 punktów, 7 celnych trójek), a efekcie Mistrzostwo Polski – w 4 meczach finałowych rzuciła w sumie 29 punktów, trafiając 9 razy za trzy punkty.
Od sezonu 2010/11 Marta Urbaniak była zawodniczką Artego Bydgoszcz. W grudniu 2011 przeniosła się do Energi Toruń.
Po zakończonym sezonie podpisała kontakt z pierwszoligowym MKK Siedlce, którego była pierwszoplanową zawodniczką.
1 września 2017 porozumiała się w sprawie kontraktu z hiszpańskim CB Al-Qazeres Extremadura.
5 czerwca 2018 została zawodniczką PGE MKK Siedlce.

### Kariera juniorska
Marta Urbaniak odniosła wiele sukcesów w koszykówce młodzieżowej. Z Olimpią Poznań zdobyła złoty medal Mistrzostw Polski Kadetek w 2003, na których została wybrana najwszechstronniejszą zawodniczką. Dwa lata później zdobyła srebrny medal Mistrzostw Polski Juniorek – w finale Olimpia przegrała z późniejszym pracodawcą zawodniczki, zespołem z Gdyni. Marta Urbaniak została wówczas wybrana Najbardziej Wartościową Zawodniczką (MVP) turnieju. Po przenosinach do Gdyni wystąpiła na dwóch turniejach finałowych Mistrzostw Polski Juniorek Starszych, gdzie w 2006 zajęła 4.miejsce, a w 2007 – trzecie.

### Kariera reprezentacyjna
Marta Urbaniak była reprezentantką Polski we wszystkich kategoriach młodzieżowych, a w 2011 pojechała na Uniwersjadę do Chin. W latach 2002–2003 grała w eliminacjach Mistrzostw Europy kadetek. W 2005 wraz z reprezentacją Polski juniorek zajęła 13. miejsce wśród drużyn ze Starego Kontynentu, a z juniorkami starszymi sięgnęła po srebrne medale Europejskiego Championatu. Później, w 2007, była podstawową koszykarką Reprezentacji Polski Juniorek Starszych, które zajęły 6. miejsce na Mistrzostwach Europy.

## Osiągnięcia
Stan na 27 lipca 2020, na podstawie, o ile nie zaznaczono inaczej.
Klubowe
- Mistrzyni Polski:
  - 2009, 2010
  - kadetek (2003)
- Wicemistrzyni Polski:
  - 2006–2008
  - juniorek (2005)[14]
- Brąz mistrzostw Polski:
  - 2012, 2017[15]
  - juniorek starszych (2007)
- Zdobywczyni:
  - pucharu Polski (2007, 2008, 2010)
  - Superpucharu Polski (2007)
- Finalistka:
  - pucharu Polski (2006, 2009)
  - Superpucharu Polski (2008, 2009)
- Uczestniczka rozgrywek Euroligi (2005–2007, 2009/10, 2016/17)

Indywidualne
- MVP mistrzostw Polski juniorek (2005)[14]

Reprezentacja
- Wicemistrzyni Europy juniorek starszych (2005)
- Uczestniczka:
  - uniwersjady (2011 – 15. miejsce)
  - mistrzostw Europy:
    - U–18 (2005)
    - U–20 (2005, 2007 – dywizji B)